# División pentómica
La División pentomica fue una estructura adoptada por las divisiones del Ejército de Estados Unidos en 1957 en respuesta a la amenaza que planteaba el uso de armas nucleares tácticas en el campo de batalla, requiriendo una mayor dispersión de las unidades tanto en la ofensiva como en la defensiva. La división pentómica, en el caso de las divisiones de infantería y aerotransportadas, incluía cinco grupos de combate que podían actuar independientemente.

## Introducción
Después de la Guerra de Corea, el presidente Eisenhower quiso disminuir los gastos militares y en 1953 redujo el tamaño del Ejército de millón y medio a un millón de hombres. Varias divisiones fueron desactivas o traspasadas a control estatal para poder mantener las divisiones que permanecieron en Corea, las divisiones desplegadas en Europa, y las divisiones de reserva con sus plantillas, ahora más reducidas, completas.: 250–252  Eisenhower decidió usar la disuasión nuclear como la base de la defensa nacional y para poder contener el avance del comunismo, al tiempo que se reducía el gasto de defensa. El Ejército reaccionó desarrollando una organización más apropiada para el combate en el campo de batalla nuclear y que pudiera justificar la asignación de un mayor presupuesto incluso con plantillas más reducidas.: 263  Tras varios estudios, se impuso la idea de adoptar nuevos modelos de división más ligeros y con artillería atómica orgánica, que en el caso de las divisiones infantería y aerotransportadas contarían con cinco grupos de combate.: 271–274 

## Organización
El Ejército estadounidense había luchado en la Primera Guerra Mundial usando la organización "cuadrada": cada división tenía dos brigadas, cada una con dos regimientos de infantería.: 55–56  Antes de la participación estadounidense en la Segunda Guerra Mundial, la organización fue cambiada a "triangular" en la que cada división controlaba directamente tres regimientos, eliminando el escalón de brigada de la división.: 127–128  Durante la guerra las divisiones acorazadas fueron organizadas con batallones que se agrupaban en tres mandos de combate, mientras en las otras divisiones los regimientos se reforzaban para formar equipos de combate. El resultado era que cada división contaba con tres subunidades, cada una con unos tres batallones de maniobra y otros elementos agregados. Con el despliegue de armas nucleares tácticas se pensó que estas subunidades representaban un objetivo que podía ser destruido con una sola arma nuclear, y que sería mejor tener más subunidades de menor tamaño, para que la posible destrucción de una de las subunidades no disminuyera tanto la efectividad de la división.: 104–105 

### La división aerotransportada pentómica

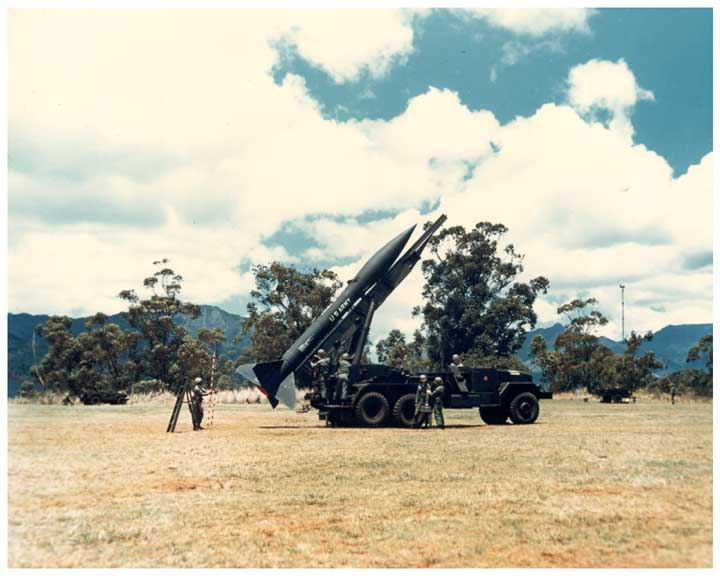
El cohete nuclear Honest John en su lanzador

La organización pentómica fue implementada por primera vez con la reorganización de la 101.ª División Aerotransportada publicada el 10 de agosto de 1956. El núcleo de la división fueron cinco grupos de combate, cada uno con cinco compañías de infantería, una compañía de plana mayor y servicios –incluyendo elementos de zapadores, transmisiones, intendencia, mantenimiento, reconocimiento, antitanque y sanidad– y una batería de morteros de 4.2 pulgadas. El batallón de cuartel general de la división incluía el cuartel general, la compañía de cuartel general y servicios, una compañía de aviación y un escuadrón de reconocimiento. El batallón de artillería contaba con una batería de plana mayor, cinco baterías de obuses de 105 mm, y una batería de cohetes nucleares Honest John. El grupo de apoyo contenía una compañía de plana mayor y servicios –que incluía un banda de música y una sección de seguridad, un batallón de mantenimiento, una compañía de intendencia, una compañía de suministro y transporte, y una compañía médica. Sendos batallones de transmisiones y de zapadores completaban la organización, que requería un total de 11.486 hombres. Después de una serie de pruebas con la 101.ª División Aerotransportada, el mando del Ejército aprobó unas plantillas ligeramente modificadas, y las divisiones aerotransportadas se reorganizaron así durante 1958.: 273–276 
Con la nueva organización los grupos tácticos y la práctica totalidad del resto de las unidades de la división –con la única excepción siendo la batería de Honest John– podían ser aerotrasportados por medios existentes, tanto helicópteros como aviones de transporte. El proyecto Little John, entonces en curso, subsanaría esa excepción con la producción de un cohete nuclear táctico aerotransportable para emplazar al Honest John en las unidades aerotransportadas,: 228–230  y el despliegue del lanzador Davy Crockett hubiera dado capacidad nuclear a cada uno de los grupos tácticos. Por otra parte, con la organización pentómica las divisiones aerotransportadas perdieron sus unidades de carros de combate, de artillería antiaérea y de artillería de tubo pesada, así como gran parte de su apoyo administrativo y logístico.: 271 

### La división de infantería pentómica
El 15 de octubre de 1956 se publicó la nueva organización para las divisiones de infantería. El núcleo de estas divisiones también consistía en cinco grupos de combate, cada uno con una compañía de plan mayor y servicios, una batería de morteros y cuatro compañías de infantería. La artillería de la división fue organizada con un batallón de obuses de 105 mm, de a cinco baterías, y otro batallón divisionario compuesto de dos baterías de obuses de 155 mm, una batería de obuses de 8 pulgadas – con capacidad nuclear, y una batería de cohetes Honest John. El cuartel general y la compañía de cuartel general, un batallón de carros de combate – con cinco compañías de carros, un escuadrón de reconocimiento, un batallón de zapadores – también con cinco compañías, un batallón de transmisiones, y el tren divisionario completaban la organización de la división. El tren divisionario incluía un cuartel general y el destacamento de cuartel general (que incluía la banda de música de la división), un batallón de municiones, un batallón médico, un batallón de transporte, una compañía de intendencia, una compañía de aviación y una compañía administrativa.: 276–278  Posteriormente la organización se reformó para añadir una compañía de infantería y una sección de radar a cada grupo de combate, eliminando la baterías de morteros y dividiendo la compañía de plana mayor y servicios en una compañía de plana mayor y otra de apoyo al combate. También se reorganizaron los batallones de artillería, y se reforzó la aviación divisionaria.: 282 

### La división acorazada pentómica
La organización de las divisiones acorazadas sufrió cambios menores como consecuencia de la reorganización pentómica por considerarse que su organización previa era apropiada para el campo de batalla nuclear. La división perdió su batallón de artillería antiaérea, y cambió uno de sus batallones de obuses de 155 mm por un batallón mixto compuesto por dos baterías de 155 mm, una batería de obuses de 203.2 milímetros – con capacidad nuclear, y una batería de cohetes Honest John.: 277, 280 

## Implementación y abandono
Las nuevas plantillas fueron implementadas entre 1957 y 1960, acabando el Ejército permanente con catorce divisiones pentómicas, y también se reorganizaron de la misma manera las diez divisiones de la Reserva y las veintisiete de la Guardia Nacional. Con la nueva organización vino también nuevo material: aparte de las nuevas armas nucleares tácticas, se introdujeron otras armas como el fusil M14, la ametralladora M60, el carro M60 y el transporte oruga acorazado M113, aun cuando el presupuesto total de defensa se había reducido de 16 mil millones de dólares en 1953 a 9,3 mil millones en 1960.: 284–286  Una víctima colateral de la reorganización pentómica fue el sistema de regimientos. El regimiento, salvo en algunas unidades de caballería, desapareció como unidad táctica y administrativa en el Ejército de los Estados Unidos.: 281 
Otras naciones, siguiendo el ejemplo americano, introdujeron la organización pentómica en sus ejércitos, entre ellas España. En ese país se crearon en 1958 tres divisiones experimentales de infantería del modelo pentómico, y en 1960 otras nueve más, cuatro de ellas de montaña.: 82 
El cambio de presidente, con la elección de John F. Kennedy, significó también un cambio en la estrategia de defensa. El nuevo presidente introdujo el concepto de respuesta flexible, disminuyendo la dependencia en el armamento nuclear y enfatizando los medios convencionales para resolver conflictos limitados. La consecuencia de este cambio fue el abandono del modelo pentómico. Las armas nucleares tácticas permanecieron en las unidades, pero se adoptó un modelo de organización para todas las divisiones del Ejército similar al de las divisiones acorazadas, con tres mandos subalternos que se convirtieron en mandos de brigada, con las brigadas integrando batallones de maniobra y otras unidades de apoyo. El grupo de combate desapareció como unidad permanente.: 291–297 
Las razones por las que la organización pentómica fue desechada fueron varias:
- El ámbito de control del comandante de la división era demasiado amplio, teniendo que dirigir hasta dieciséis unidades subordinadas al mismo tiempo. Un problema similar tenían los comandantes de grupos tácticos cuando estos se convertían en agrupaciones tácticas con la agregación de otras unidades complementarias.
- La organización de los grupos de combate estaba demasiado optimizada para la guerra nuclear y no era efectiva en el combate convencional.
- La organización era demasiado rígida y dificultaba la adaptación a la situación operacional.
- Los elementos de apoyo de la división no eran suficientes, lo que requería la transferencia de personal de las unidades de maniobra a las de apoyo para mantener a la división en funcionamiento, con la consiguiente reducción de la capacidad de combate de las unidades de maniobra.[3]: 134